# Real Audiência e Chancelaria de Valladolid

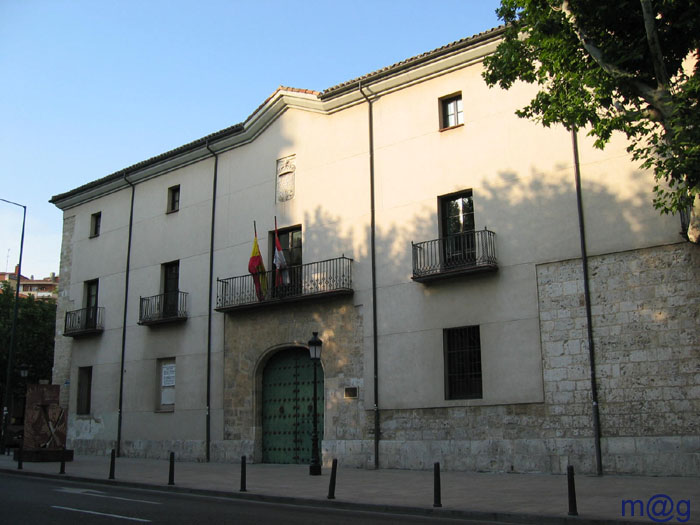
Real Chancelaria de Valladolid.

A Real Audiência e Chancelaria de Valladolid (português brasileiro) ou Valhadolide (português europeu) foi um órgao judicial estabelecido em 1371, com jurisdição sobre todo o território da Coroa de Castela.

## Antecedentes
João I de Castela deu o nome de Chancelarias em 1387 às audiências criadas por Henrique II para administrar a justiça. Era composta por oito ouvidores (ou juízes letrados), dois prelados e os chanceleres de graça e justiça, que se encarregavam de selar os documentos.
A Chancelaria era presidida por um governador (ou regente), dezesseis ouvidores (ou juízes do civil), três alcaides do crime agrupados em quatro salas para o civil, uma para o criminal e outra para os filhosdalgo (exclusivamente para os pleitos da nobreza).
As sentenças da Chancelaria eram irrevogáveis; apenas em casos graves podia se recorrer ao Conselho de Castela.
A origem deste Tribunal está nas Cortes de Toro do ano de 1371, convocadas por Henrique II, e seu assentamento definitivo em Valladolid, ordenado já nas Cortes de Valladolid dos anos de 1442 e 1447, foi determinado nas ordenanças dadas à Real Audiência e Chancelaria em Medina del Campo em 1489, durante o reinado dos Reis Católicos, onde permaneceu até sua supressão no ano de 1834.

## Sedes
Em seus inícios, a Chancelaria teve um caráter ambulante, mas durante o reinado dos Reis Católicos ela se estabeleceu em Valhadolide. Posteriormente estes monarcas estabeleceram a divisão da administração de justiça em duas demarcações: uma ao norte do rio Tejo, sob a jurisdição da Audiência e Chancelaria de Valladolid, e outra ao sul do mesmo rio, sob a jurisdição de outra Audiência e Chancelaria (primeiro em Ciudad Real e transferida em 1505 para Granada, a Real Audiência e Chancelaria de Granada). A partir do século XVI foram criadas outras Audiências, para administrar a justiça nos diversos territórios sob domínio da coroa.
Também foi sediada em Medina del Campo de 1601 a 1605 por motivo da Corte ter se mudado para a cidade de Valladolid, sendo transferida em seguida para o "Palácio das Quatro Torres" da cidade de Burgos por nove meses entre 1605 e 1606, voltando então à cidade de Valladolid quando a Corte voltou à vila de Madrid.

## O Palácio dos Vivero
É um palácio construído em meados do século XVI para Dom Alonso Pérez de Viveiro. Em um de seus aposentos, a chamada Sala Rica, contraíram matrimônio no dia 14 de outubro de 1469 os Reis Católicos, unindo-se assim as coroas de Castela e Aragão.
Em seu tempo, o Palácio dos Vivero foi um palácio fortificado, com torres, muralha, fosso e torreão. Estes elementos foram derrubados por ordem dos Reis Católicos em 1475, para evitar que fosse utilizado em lutas contra a monarquia. Quando a família Vivero perdeu a propriedade deste palácio, a Coroa o habilitou para a Chancelaria e levou a cabo obras de bastante importância, como o pátio central.